# Àlvar XI del Congo
Álvaro XI Nkanga a Nkanga va ser awenekongo (governant titular) del regne del Congo després de la guerra civil del Congo. Va governar del 1764 al 1778.
Pertanyia al Kinlaza del sud que controlava l'àrea de Nkondo al riu Mnidzi superior des de la dècada de 1680. Amb el suport de la noblesa, va destronar l'usurpador Pere V del Congo del Kanda Kimpanzu, que s'havia refugiat al seu domini patrimonial de Mbamba Lovata, on continua proclamant la seva legitimitat fins a la seva mort cap a 1779-1780.
Quan Àlvar va morir en 1778 la seva successió va ser garantida per Josep I del Congo. Aquest cop de força va posar fi a la rotació pacífica de la reialesa entre eld kanda instituït per Pere IV del Congo.